# Malala Yousafzai
Malala Yousafzai (pashto: ملالہ یوسف زئی), född 12 juli 1997 i Mingora i Swatdistriktet i Khyber Pakhtunkhwa-provinsen, är en pakistansk utbildningsaktivist och Nobelpristagare. 2012 utsattes hon för ett mordförsök utfört av talibantrogna. Under 2013 fick hennes aktivism internationellt erkännande. Hon har tilldelats flera internationella utmärkelser och fick Nobels fredspris år 2014 tillsammans med Kailash Satyarthi.
2013 gavs boken Jag är Malala ut, skriven av Yousafzai och den brittiska journalisten Christina Lamb. Den handlar om Malalas uppväxt och hennes kamp för flickors rätt att gå i skolan. Boken har väckt stor uppmärksamhet över hela världen.
Asteroiden 316201 Malala är uppkallad efter henne.

## Verksamhet
Malala Yousafzai är känd för sin aktivism för flickors rättigheter till utbildning i Swatdalen, där talibanerna tidvis har förbjudit flickor att gå i skolan. Den 9 oktober 2012 sköts hon i huvudet och i nacken i ett mordförsök utfört av talibanregimen. Attentatet skedde efter att hon vägrat hörsamma gruppens förbud mot skolgång för flickor. Under dagarna efter attacken var hennes tillstånd kritiskt. Den tidigare brittiske premiärministern Gordon Brown lanserade därefter en namninsamling i FN i Yousafzais namn, med avsikten att lämna denna till Pakistans president Asif Ali Zardari i november 2012. Malala Yousafzai tilldelades 1 oktober 2013 Sacharovpriset för tankefrihet, och hon mottog priset 20 november vid en ceremoni i Strasbourg.
2014 tilldelades Yousafzai Nobels fredspris tillsammans med Kailash Satyarthi. De fick priset för sitt arbete mot förtryck av barn och unga människor och för rätten till utbildning för alla barn. Hon var vid tillfället 17 år och blev därmed den överlägset yngsta någonsin att motta priset. Nobelkommittén menade att Malala Yousafzai visat att även barn och unga kan bidra till att förbättra sin egen situation och att hon genom sin kamp har blivit en ledande röst för flickors rätt till utbildning. Kommittén tog också fasta på att det fanns en viktig poäng i att hon delade priset med Satyarthi eftersom en hindu och en muslim, en indier och en pakistanier, har mötts i en gemensam kamp för utbildning och mot extremism.
I en intervju med Jon Stewart på The Daily Show konstaterade Yousafzai att hon vid ett möte med en taliban inte skulle slå tillbaka, eftersom det vore att sänka sig till deras nivå. Hon skulle istället förklara fördelarna med utbildning och varför hon anser det vara viktigt, och sedan låta talibanen göra vad han eller hon vill med henne.
År 2015 gjordes en amerikansk dokumentärfilm, He named me Malala, av Davis Guggenheim. Den beskriver Yousafzais aktivism för flickors rättigheter och rätt till utbildning, hur hon mirakulöst överlevde att bli skjuten och hennes fortsatta arbete.
I april–september 2017 åkte hon till Nordamerika, Mellanöstern, Afrika och Latinamerika på sin Girl Power trip. Hon höll över ett dussin möten med presidenter och ministrar för att få dem att investera i flickors utbildning.
I oktober 2017 började Yousafzai studera vid Oxfords universitet. År 2020 avlade hon examen i filosofi, politik och ekonomi vid Lady Margaret Hall. Hon kombinerade sitt skolarbete och sociala liv med att leda kampen för flickors utbildning runt om i världen.

### Namninsamling i FN
Den 15 oktober 2012 lanserade den före detta brittiska premiärministern Gordon Brown en namninsamling i Yousafzais namn, och till stöd för vad hon stred för. Namninsamlingen använder hennes slogan "I am Malala" eller "Jag är Malala" och har tre krav:
- att Pakistan går med på att arbeta fram en plan för att varje barn skall få möjlighet till utbildning.
- att alla länder förbjuder diskriminering mot flickor.
- att internationella organisationer försäkrar att de 61 miljoner barn i världen som inte får gå i skolan får göra det vid slutet av 2015.

## Privatliv
Sedan 2021 är Malala Yousafzai gift med Asser Malik. Malik är styrelsechef i Pakistans Cricketförbund.

## Utmärkelser
- National Malala Peace Prize,  2011
- Commander of the Order of Bravery,  oktober 2012
- Kataloniens internationella pris,  2013[14]
- Harvard Humanitarian Award,  2013[15]
- Secularist of the Year,  2013
- Index Award,  2013
- Memminger Freiheitspreis 1525,  2013[16]
- Ambassador of Conscience Award,  2013
- RAW in WAR:s Anna Politkovskaja-pris,  2013
- FN:s pris för mänskliga rättigheter,  2013
- Europarådets människorättspris,  2013
- Sacharovpriset för tankefrihet,  2013[17]
- Simone de Beauvoir-priset,  2013[18]
- Kanadensiskt hedersmedborgarskap,  2013[19]
- International Children's Peace Prize,  2013[20]
- Time 100,  april 2013
- Philadelphia Liberty-medaljen,  2014
- Nobels fredspris, med  Kailash Satyarthi,  2014[21]
- Leendets orden,  2016
- Ellis Island Medal of Honor,  14 maj 2017[22]
- Jane Addams Children's Book Award,  2018
- 100 Women,  2021[23]
- Fyra friheters-priset: Frihet från fruktan
- Fred and Anne Jarvis Award

[Redigera Wikidata]

## Bilder

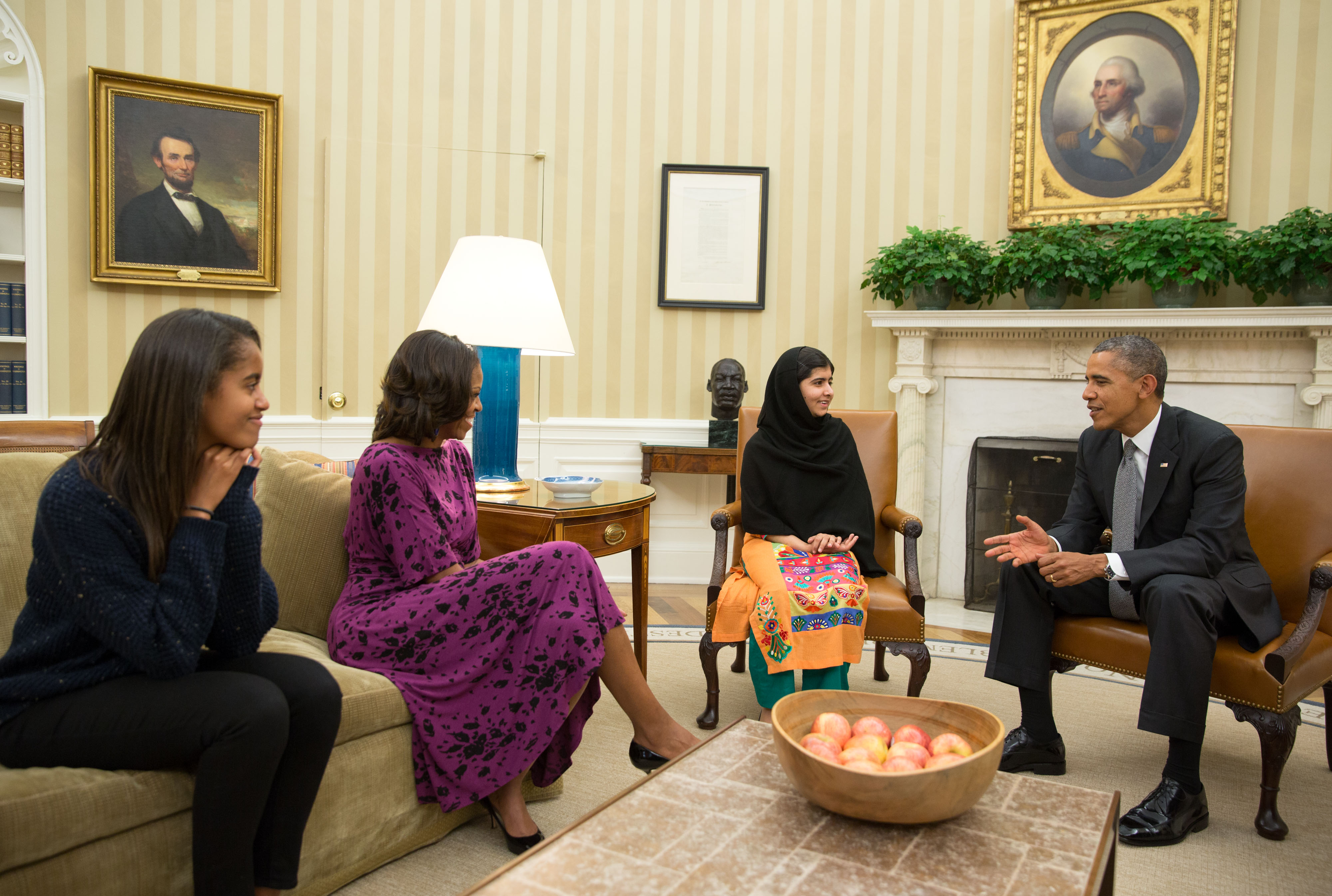
Malala i Vita huset, 11 oktober 2013.
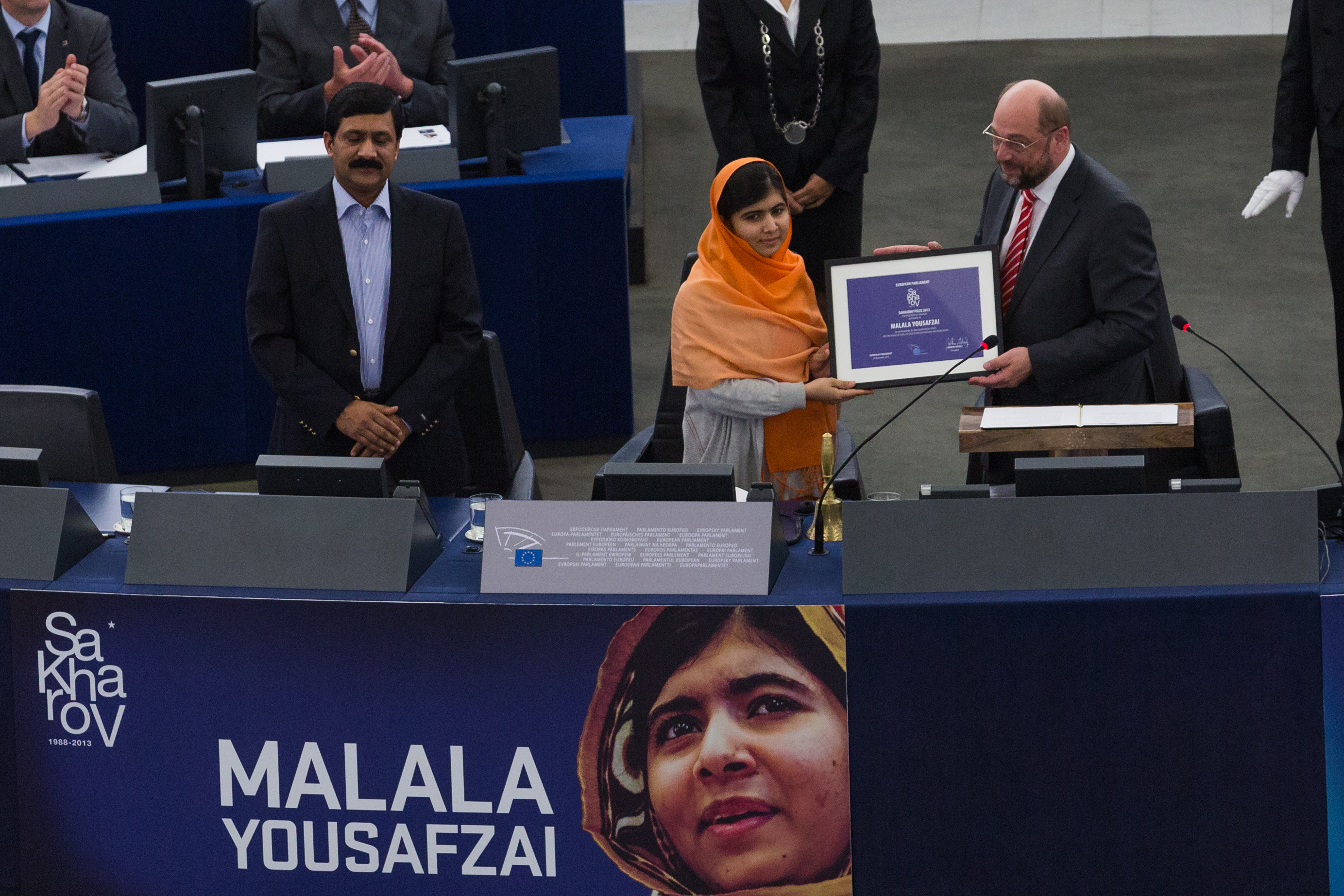
Malala mottar Sacharovpriset för tankefrihet i Strasbourg, 20 november 2013. Till vänster Malalas pappa Ziauddin Yousafzai, till höger Martin Schulz, talman i Europaparlamentet.
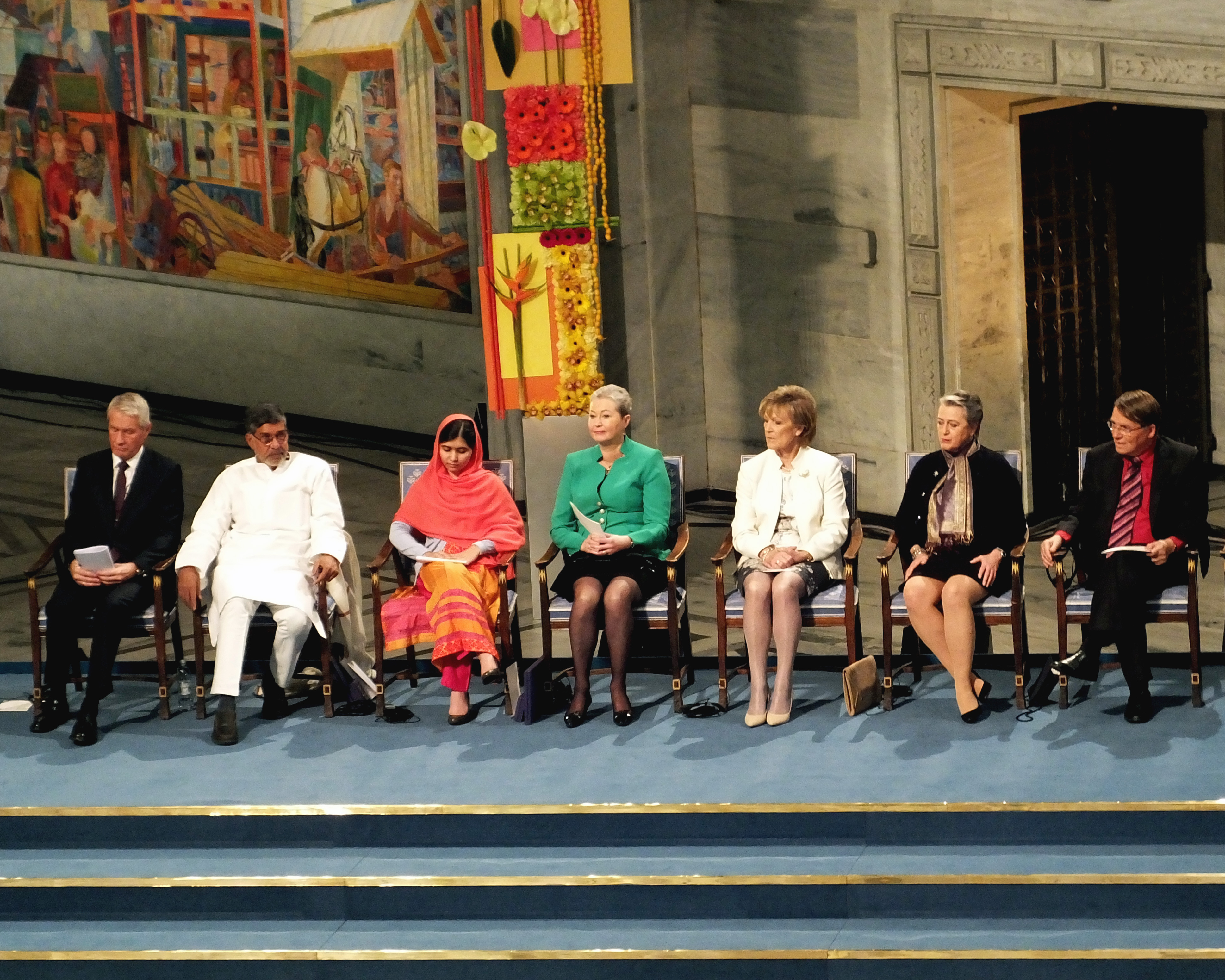
Malala och Kaliash Satyarthi på fredsprisutdelningen i Oslo rådhus, 10 december 2014.
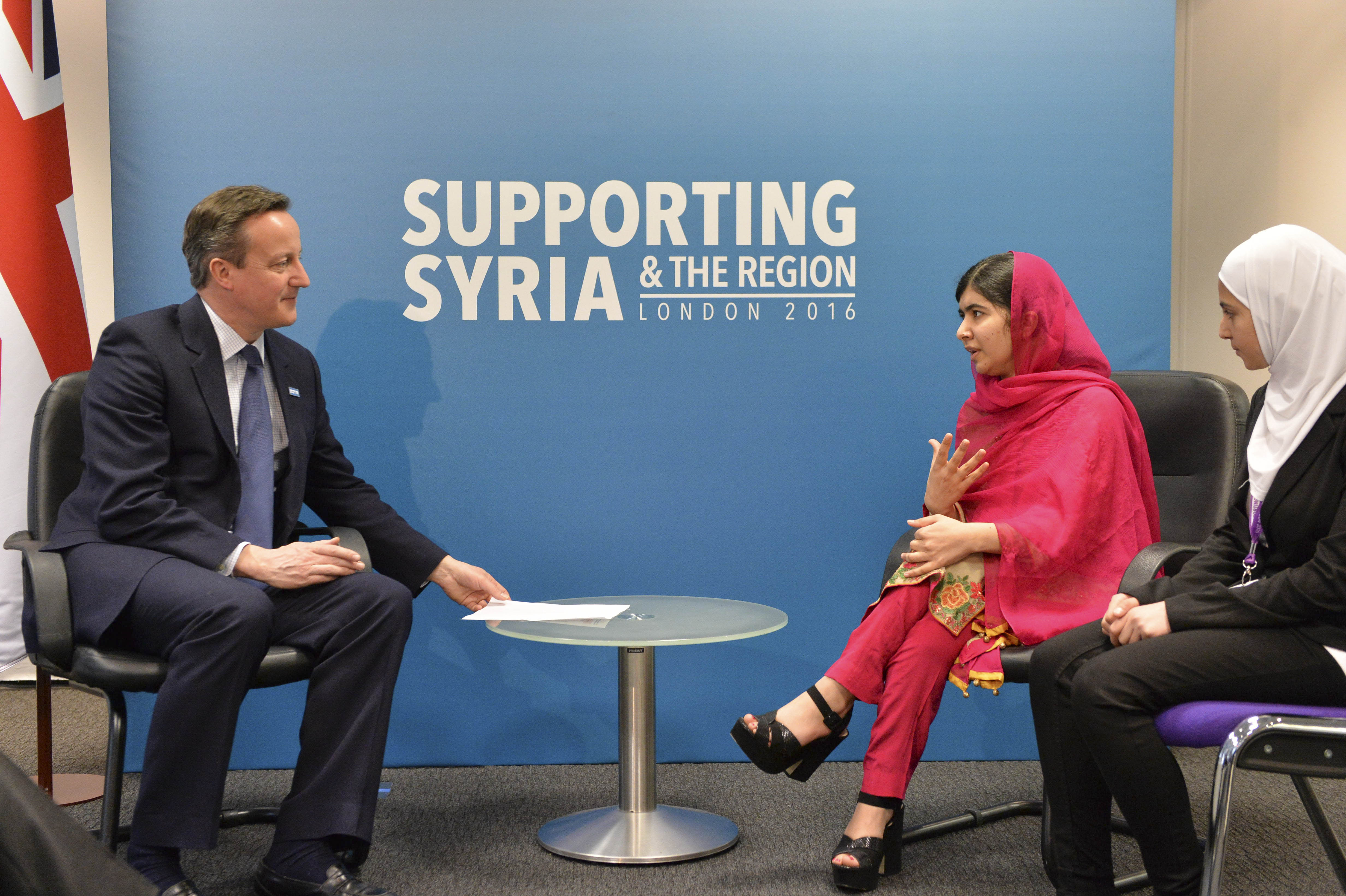
Malala och David Cameron på en konferens om Syrien, 4 februari 2016.
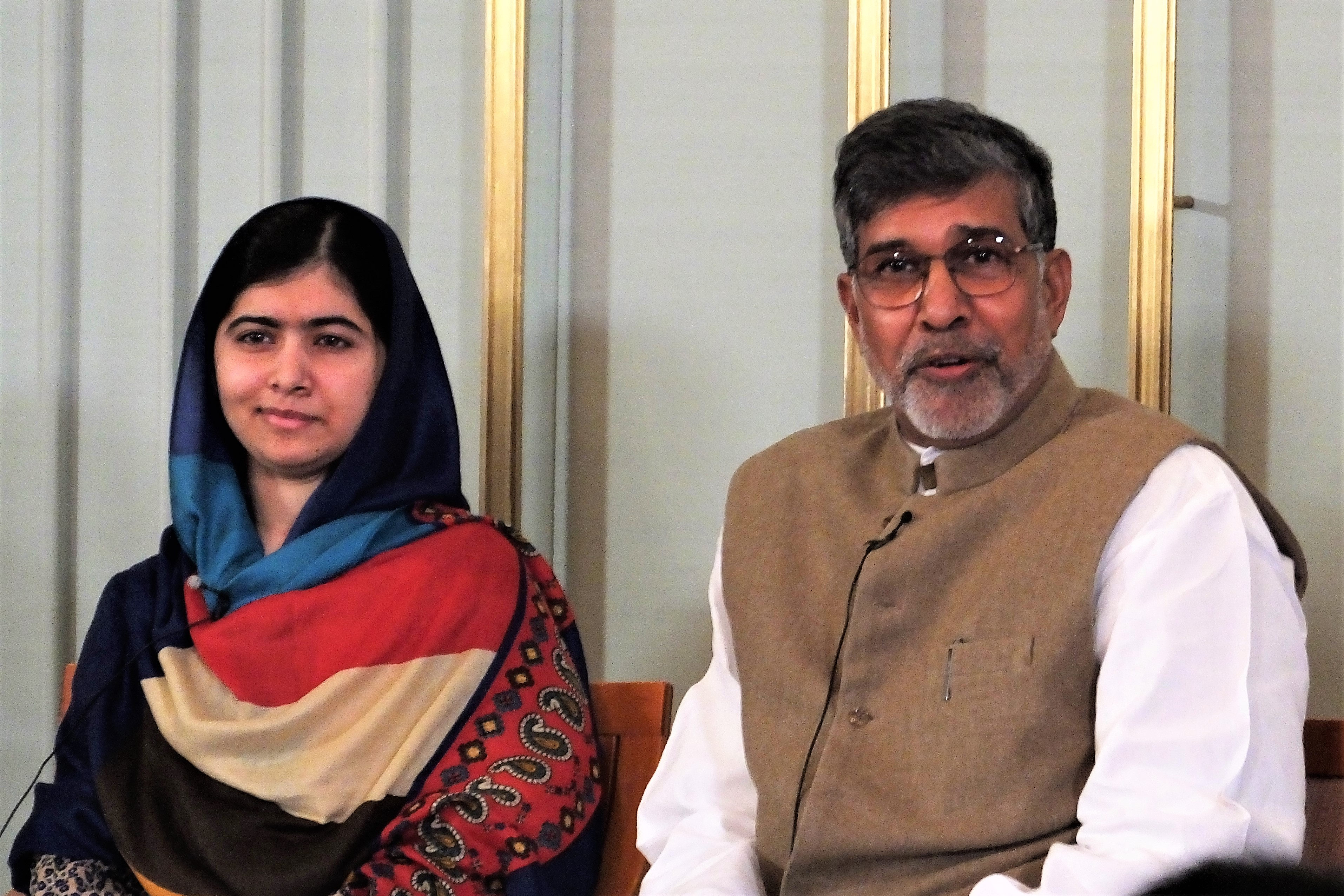
Malala Yousafzai och Kailash Satyarthi.

### Citat
1. ↑  Originalcitat: We call on Pakistan to agree to a plan to deliver education for every child. / We call on all countries to outlaw discrimination against girls. / We call on international organizations to ensure the world's 61 million out-of-school children are in education by the end of 2015.